# Siegfried Schmelcher
Siegfried Schmelcher (* 1911; † 1991) war ein deutscher Architekt. 
Seine bekanntesten Bauwerke sind die Führerhauptquartiere, die er als OT-Hauptbauleiter ausführte. Zuvor leitete er für Fritz Todt den Umbau der Plassenburg. Sein Nachlass befindet sich im Bundesarchiv in Koblenz.